# Mai (imię)
Mai – imię dwupłciowe używane w wielu państwach świata.

## Pisownia

### japońska
W Japonii Mai jest imieniem żeńskim, może występować w różnych konfiguracjach kanji, np.:
- 舞 – taniec

## Znane osoby

### Estonia
- Mai Kolossova – estońska polityczka

### Japonia
- Mai Fukuda – japońska siatkarka atakująca
- Mai Itō – japońska lekkoatletka, specjalizująca się w biegach długodystansowych
- Mai Kuraki – japońska wokalistka muzyki pop oraz producentka muzyczna

### Stany Zjednoczone
- Mai Lin – amerykańska aktorka porno wschodniego pochodzenia

### Tajlandia
- Mai Charoenpura – tajska wokalistka pop z Bangkoku

### Wietnam
- Mai Tiến Thành – wietnamski piłkarz